# ASNARO
ASNARO (Advanced Satellite with New system ARchitecture for Observation) est un satellite d'observation de la Terre japonais développé par NEC et l'USEF et lancé en 2014. Ce satellite d'imagerie satellitaire commercial, financé par le Ministère de l'Économie, du Commerce et de l'Industrie (METI) a été développé en mettant en œuvre des technologies innovantes qui doivent permettre d'obtenir des performances élevées (résolution de 0,5 m. et agilité importante) malgré une taille nettement réduite (500 kg) par rapport aux satellites fournissant déjà ce type de prestation comme les satellites français Pléiades. 

## Contexte
Advanced Satellite with New system ARchitecture for Observation (ou ASNARO) est un projet destiné à développer des systèmes satellitaires de petite taille (moins de 500 kg) à la fois performants et compétitifs sur le marché international. Le projet a été lancé en 2008 dans le cadre d'un contrat de l'Organisation pour le Développement des Énergies Nouvelles et des Technologies Industrielles (NEDO) département du Ministère de l'Économie, du Commerce et de l'Industrie (METI). Il est passé en phase de développement en 2010 dans le cadre d'un contrat passé auprès du constructeur de satellites NEC par le Ministère de l'Économie, du Commerce et de l'Industrie japonais (METI) via l'agence de recherche spatiale Japan Space Systems. Cette dernière est responsable de la gestion du projet tandis que NEC assure la conception et la fabrication du satellite.  

## Développement du satellite ASNARO-1
Les tests des sous-ensembles du satellite ASNARO-1 ont débuté en 2010. La structure du satellite a été achevée la même année. Les tests de la partie optique puis de l'ensemble du satellite se sont achevés en 2012. ASNARO-1 a été lancé le 6 novembre 2014 par une fusée ukrainienne Dnepr-1 depuis le cosmodrome de Iasny en Russie. La durée de vie prévue du satellite est de 3 ans.

## Caractéristiques techniques
ASNARO-1 est un mini-satellite d'observation de la Terre de 495 kg stabilisé 3 axes et mesurant environ 2,5 m x 3,5 m x 3,2 m avec ses appendices déployés. Il utilise une plate-forme de 295 kg (dont 45 kg d'ergols) de type NEXTAR-300L conçue par son constructeur NEC pour des satellites de 100 à 500 kg avec des caractéristiques modulaires et en utilisant des interfaces standard qui permettent d'abaisser les couts. Les panneaux solaires déployés en orbite fournissent en fin de vie (3 ans) 1 300 watts dont 400 watts sont alloués à la charge utile. Pour les prises de vue il peut modifier le pointage de son optique de 45° par rapport au nadir à la vitesse de 1° par seconde en moyenne (90° degrés en 90 secondes). La précision du pointage est d'environ 0,05º (3σ). Il dispose d'une antenne parabolique orientable avec deux degrés de liberté permettant un débit supérieur à 800  mégabits/s en bande X,.

### Charge utile
La charge utile d'ASNARO-1 a une masse totale de 200 kg. Elle est constituée par un système anastigmatique à trois miroirs dont un miroir primaire en carbure de silicium. L'observation se fait en lumière visible et en proche infrarouge. L'instrument dispose d'un canal panchromatique et de 6 bandes multispectrales. La résolution est supérieure ou égale 0,5 mètre en panchromatique et supérieure ou égale à 2 mètres en multispectral. La fauchée est de 10 kilomètres au nadir. L'échantillonnage se fait sur 12 bits. Le détecteur est de type TDI. La prise d'image peut se faire selon plusieurs modes : image spot, fauchée parallèle à la trace au sol du satellite, tridimensionnelle (la même zone est observée en avant du satellite puis en arrière du satellite en faisant basculer son axe optique ou en suivant une trajectoire non parallèle à la trace au sol.

### Sources
- (en) « ASNARO (Advanced Satellite with New system ARchitecture for Observation) », EO Portal (ESA) (consulté le 5 octobre 2014)